# Geolibertarianism
Geolibertarianism är en politisk åskådning som förenar nyliberalismen och liberalismen med Henry Georges idéer om jordräntan. Man menar att individer har full rätt till frukterna av sitt eget arbete. Till skillnad från andra libertarianer hävdar man att jorden inte kan ägas eftersom den inte är en konsekvens av ens eget arbete. Detta leder till att man kan tänka sig en jordränta eller en jordskatt på den egendom som en enskild eller ett företag lånar av resten av samhället. Denna skatt är också den enda skatt man anser legitim. Geolibertarianer menar dock inte att det måste vara staten som administrerar denna "skatt" eller hyra. Geoliberalism kallas ibland för geoanarkism och ses då som en variant av anarkokapitalism.
Thomas Paine räknas som en tidig geolibertarian. I hans bok Agrarian Justice förespråkas både markvärdesavgift och ett "Citizen's dividend", ett slags basinkomst.